# Kup Maršala Tita 1986-1987
La Kup Maršala Tita 1986-1987 fu la 39ª edizione della Coppa di Jugoslavia. 
Migliaia di squadre parteciparono alle qualificazioni che portarono alle 32 che presero parte alla coppa vera e propria. 
Questa fu la prima edizione in cui ottavi, quarti e semifinali si svolsero in gare di andata e ritorno; inoltre la FSJ decise che le finali sarebbero sempre state disputate in gara singola a Belgrado.
Il detentore era il Velež Mostar, che in questa edizione uscì agli ottavi di finale.
Il trofeo fu vinto dal Hajduk Spalato, che sconfisse in finale il Rijeka nel derby dell'Adriatico. 
Per gli spalatini fu l'ottavo titolo in questa competizione.

Il successo diede al Hajduk l'accesso alla Coppa delle Coppe 1987-1988.
Partizan e Vardar, le due squadre che si contesero il contestato campionato 1986-87, uscirono entrambe al primo turno.

## Qualificazioni
```
Queste due partite della Coppa di 
Voivodina
 del 
Proleter Zrenjanin
[
4
]

Radnički Sombor - Proleter          1-4
OFK Kikinda - Proleter              1-0
```

## Squadre qualificate
Le 18 partecipanti della Prva Liga 1985-1986 sono qualificate di diritto. Le altre 14 squadre (in giallo) sono passate attraverso le qualificazioni.

### Calendario
| Turno                | Gare           | Date                         | Numero gare | Riduzione squadre |
| -------------------- | -------------- | ---------------------------- | ----------- | ----------------- |
| Sedicesimi di finale | Gara unica     | 13 agosto 1986               | 16          | 32 → 16           |
| Ottavi di finale     | Andata/Ritorno | 27 agosto e 9 settembre 1986 | 16          | 16 → 8            |
| Quarti di finale     | Andata/Ritorno | 8 ottobre e 19 novembre 1986 | 8           | 8 → 4             |
| Semifinali           | Andata/Ritorno | 11 marzo e 1º aprile 1987    | 4           | 4 → 2             |
| Finale               | Gara unica     | 9 maggio 1987                | 1           | 2 → 1             |

## Sedicesimi di finale
| Squadra 1                  | Risultato               | Squadra 2             |
| -------------------------- | ----------------------- | --------------------- |
| 13 agosto 1986             |                         |                       |
| (3) Belišće                | 1 – 2                   | Sutjeska (1)          |
| (3) Budućnost Banovići     | 0 – 0 (dts) (3-2 dtr)   | Dinamo Zagabria (1)   |
| (3) Zastava Kragujevac     | 1 – 1 (dts) (4-2 dtr)   | Sarajevo (1)          |
| (3) Karlovac               | 1 – 0                   | Priština (1)          |
| (2) Maribor                | 3 – 0                   | Vardar (1)            |
| (3) Neretva Metković       | 0 – 1                   | Budućnost Titograd(1) |
| (2) OFK Kikinda            | 0 – 1                   | Velež Mostar (1)      |
| (3) Berek Prijedor         | 2 – 3                   | Sloboda Tuzla (1)     |
| (1) Osijek                 | 7 – 0                   | Pobeda (2)            |
| (2) Radnički Kragujevac    | 3 – 2                   | Partizan (1)          |
| (1) Stella Rossa           | 1 – 1 (dts) (11-10 dtr) | OFK Belgrado (2)      |
| (1) Rijeka                 | 2 – 0                   | Vlaznimi Đakovica (2) |
| (1) Spartak Subotica       | 1 – 1 (dts) (3-1 dtr)   | Dinamo Vinkovci (1)   |
| (3) Tekstilac Bijelo Polje | 0 – 7                   | Hajduk Spalato (1)    |
| (2) Vojvodina              | 3 – 0                   | Čelik Zenica (1)      |
| (1) Željezničar            | 2 – 2 (dts) (5-3 dtr)   | Radnički Niš (1)      |

## Ottavi di finale
| Squadra 1               | Totale | Squadra 2              | Andata     | Ritorno    |
| ----------------------- | ------ | ---------------------- | ---------- | ---------- |
|                         |        |                        | 27.08.1986 | 09.09.1986 |
| (1) Budućnost           | 4 – 3  | Velež Mostar (1)       | 2 – 3      | 2 – 0      |
| (1) Hajduk Spalato      | 5 – 3  | Budućnost Banovići (3) | 4 – 1      | 1 – 2      |
| (2) Maribor             | 1 – 5  | Željezničar (1)        | 0 – 0      | 1 – 5      |
| (2) Radnički Kragujevac | 4 – 1  | Karlovac (3)           | 3 – 0      | 1 – 1      |
| (1) Stella Rossa        | 2 – 0  | Sloboda Tuzla (1)      | 1 – 0      | 1 – 0      |
| (1) Rijeka              | 6 – 1  | Zastava Kragujevac (3) | 5 – 0      | 1 – 1      |
| (1) Spartak Subotica    | 3 – 2  | Sutjeska (1)           | 2 – 0      | 1 – 2      |
| (2) Vojvodina           | 2 – 4  | Osijek (1)             | 1 – 2      | 1 – 2      |

## Quarti di finale
| Squadra 1          | Totale          | Squadra 2               | Andata     | Ritorno    |
| ------------------ | --------------- | ----------------------- | ---------- | ---------- |
|                    |                 |                         | 08.10.1986 | 19.11.1986 |
| (1) Budućnost      | 4 – 1           | Radnički Kragujevac (2) | 4 – 0      | 0 – 1      |
| (1) Hajduk Spalato | 5 – 3           | Spartak Subotica (1)    | 3 – 2      | 2 – 1      |
| (1) Stella Rossa   | 4 – 0           | Osijek (1)              | 1 – 0      | 3 – 0      |
| (1) Željezničar    | 0 – 0 (2-4 dtr) | Rijeka (1)              | 0 – 0      | 0 – 0      |

## Semifinali
| Squadra 1          | Totale          | Squadra 2        | Andata     | Ritorno    |
| ------------------ | --------------- | ---------------- | ---------- | ---------- |
|                    |                 |                  | 11.03.1987 | 01.04.1987 |
| (1) Hajduk Spalato | 2 – 2 (5-4 dtr) | Stella Rossa (1) | 1 – 2      | 1 – 0      |
| (1) Rijeka         | 3 – 2           | Budućnost (1)    | 2 – 1      | 1 – 1      |

## Finale
| Arbitro: | Zoran Petrović (Belgrado) |

|                                                                                           |                      |                                                                                                 |
| Asanović 43’                                                                              | Marcatori            | 85’ Radmanović                                                                                  |
| Asanović Čelić Andrijašević Tipurić Setinov Dražić Bursać Deverić Jarni Adamović Varvodić | Tiri di rigore 9 – 8 | Mladenović Radmanović Valenčić Janković Škerjanc Sredojević Ravnić Jelavić Kotur Rubčić Paliska |

| Hajduk | Rijeka |

|                 |    |                      |      |
|                 |    |                      |      |
| P               | 1  | Mladen Pralija       | 119’ |
| G               | 2  | Robert Jarni         |      |
| G               | 3  | Darko Dražić         |      |
| C               | 4  | Stjepan Andrijašević |      |
| D               | 5  | Dragi Setinov        |      |
| D               | 6  | Jerko Tipurić        |      |
| A               | 7  | Stjepan Deverić      |      |
| C               | 8  | Dragutin Čelić       |      |
| A               | 9  | Miloš Bursać         |      |
| C               | 10 | Aljoša Asanović      |      |
| C               | 11 | Frane Bućan          | 103’ |
| A disposizione: |    |                      |      |
| P               | 12 | Zoran Varvodić       | 119’ |
| A               | 16 | Zdenko Adamović      | 103’ |
| C               |    | Ive Jerolimov        |      |
| Allenatore:     |    |                      |      |
| Josip Skoblar   |    |                      |      |

|                  |    |                   |     |
|                  |    |                   |     |
| P                | 1  | Mauro Ravnić      |     |
| D                | 2  | Igor Jelavić      |     |
| D                | 3  | Robert Rubčić     |     |
| C                | 4  | Vlado Kotur       |     |
| D                | 5  | Roberto Paliska   |     |
| D                | 6  | Borče Sredojević  |     |
| A                | 7  | Janko Janković    |     |
| C                | 10 | Mladen Mladenović |     |
| C                |    | Davor Radmanović  |     |
| A                |    | Danko Matrljan    | 46’ |
| A                |    | Zoran Vujčić      | 76’ |
| A disposizione:  |    |                   |     |
| C                | 13 | Zoran Škerjanc    | 46’ |
| C                | 14 | Predrag Valenčić  | 76’ |
| Allenatore:      |    |                   |     |
| Mladen Vranković |    |                   |     |